# Pantana macrotera
Pantana macrotera är en fjärilsart som beskrevs av Collenette 1935. Pantana macrotera ingår i släktet Pantana och familjen tofsspinnare. Inga underarter finns listade i Catalogue of Life.